# 新科斯強季尼夫
49°28′42″N 27°44′13″E / 49.47833°N 27.73694°E
新康斯坦丁尼夫（烏克蘭語：Новокостянтинів）是位於烏克蘭西部的村莊，由赫梅利尼茨基州裡赫梅利尼茨基區的萊蒂奇夫市鎮負責管轄。該村始建於十六世紀，面積2.7平方公里，海拔高度258米，2001年人口675，人口密度每平方公里250.2人。